# 滨江街道 (邵阳市)
城东乡，是中华人民共和国湖南省邵陽市双清区下辖的一个乡镇级行政单位。

## 行政区划
城东乡下辖以下地区：
五里牌社区、金台社区、佘湖社区、洋溪桥社区、寒梅村和百合村。